# Áreas protegidas de Irán

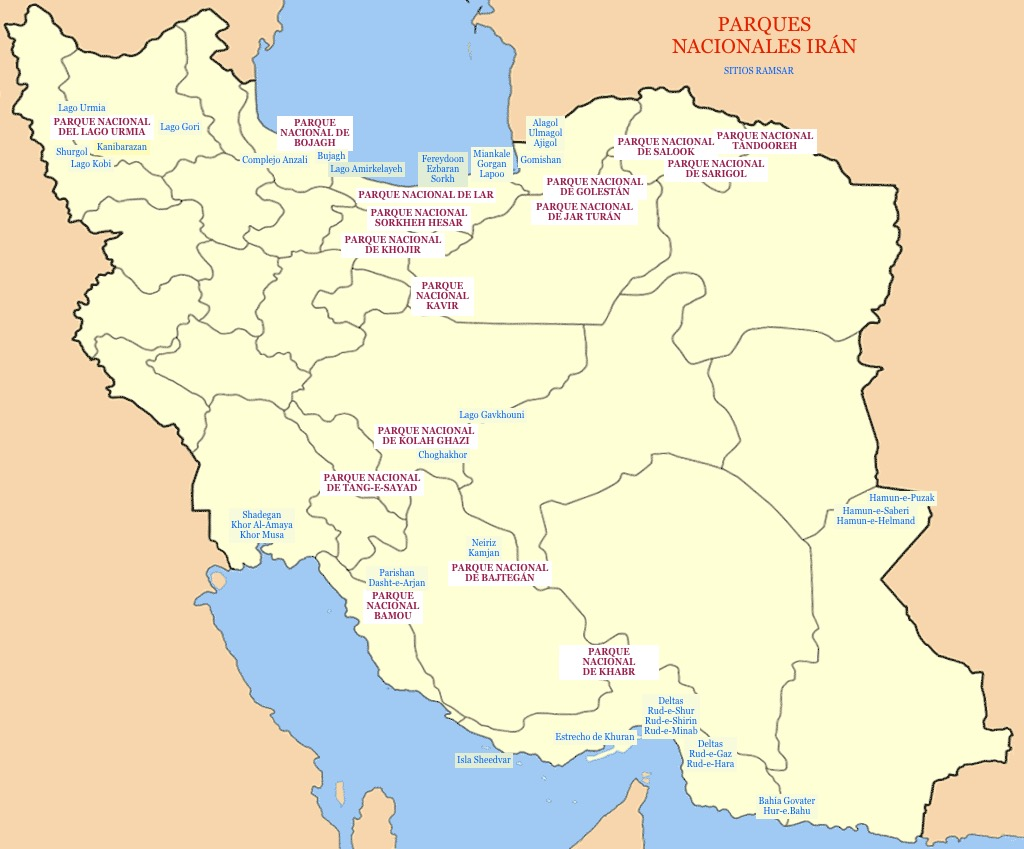
Parques nacionales y sitios Ramsar de Irán

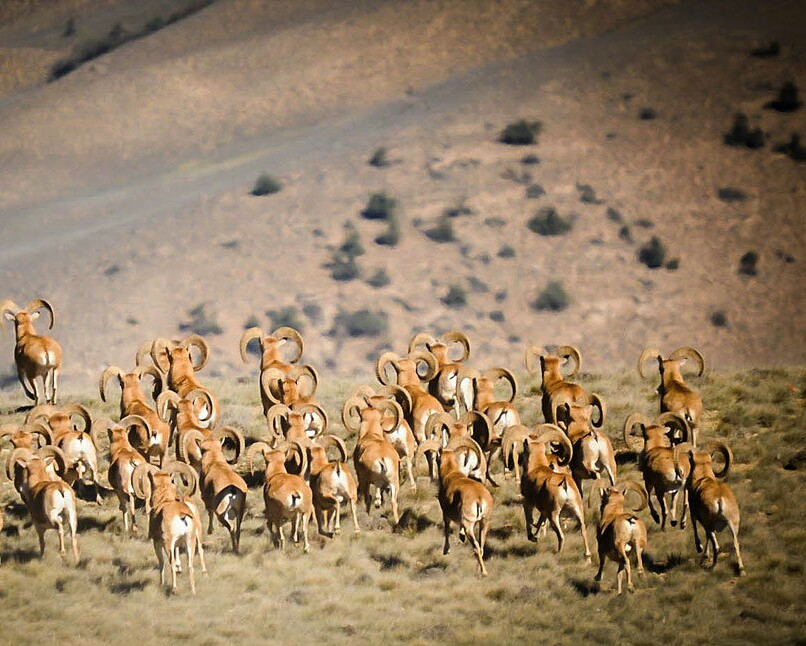
Parque nacional de Khabr

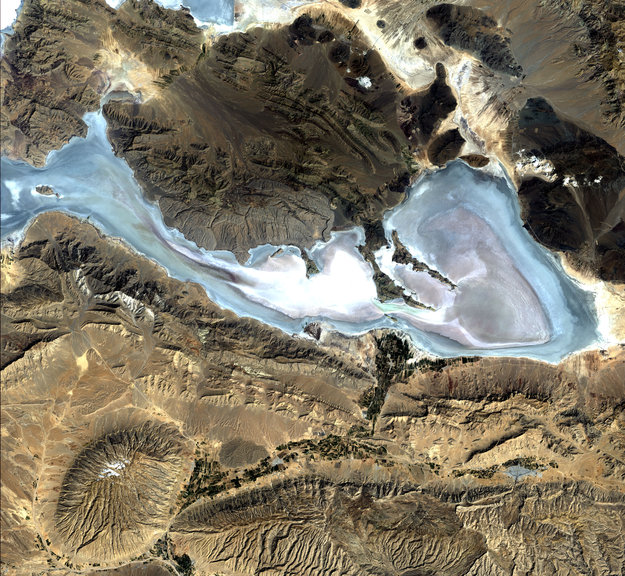
Lago Bajtegán

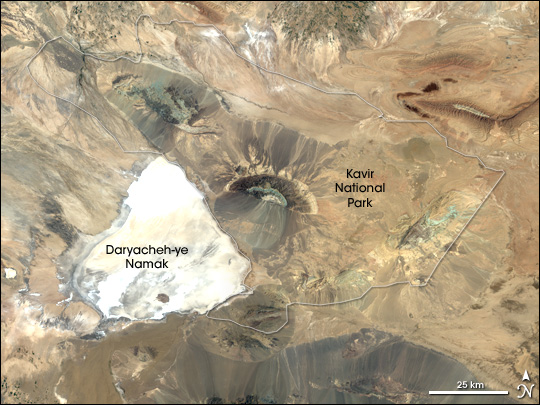
Parque nacional de Kavir

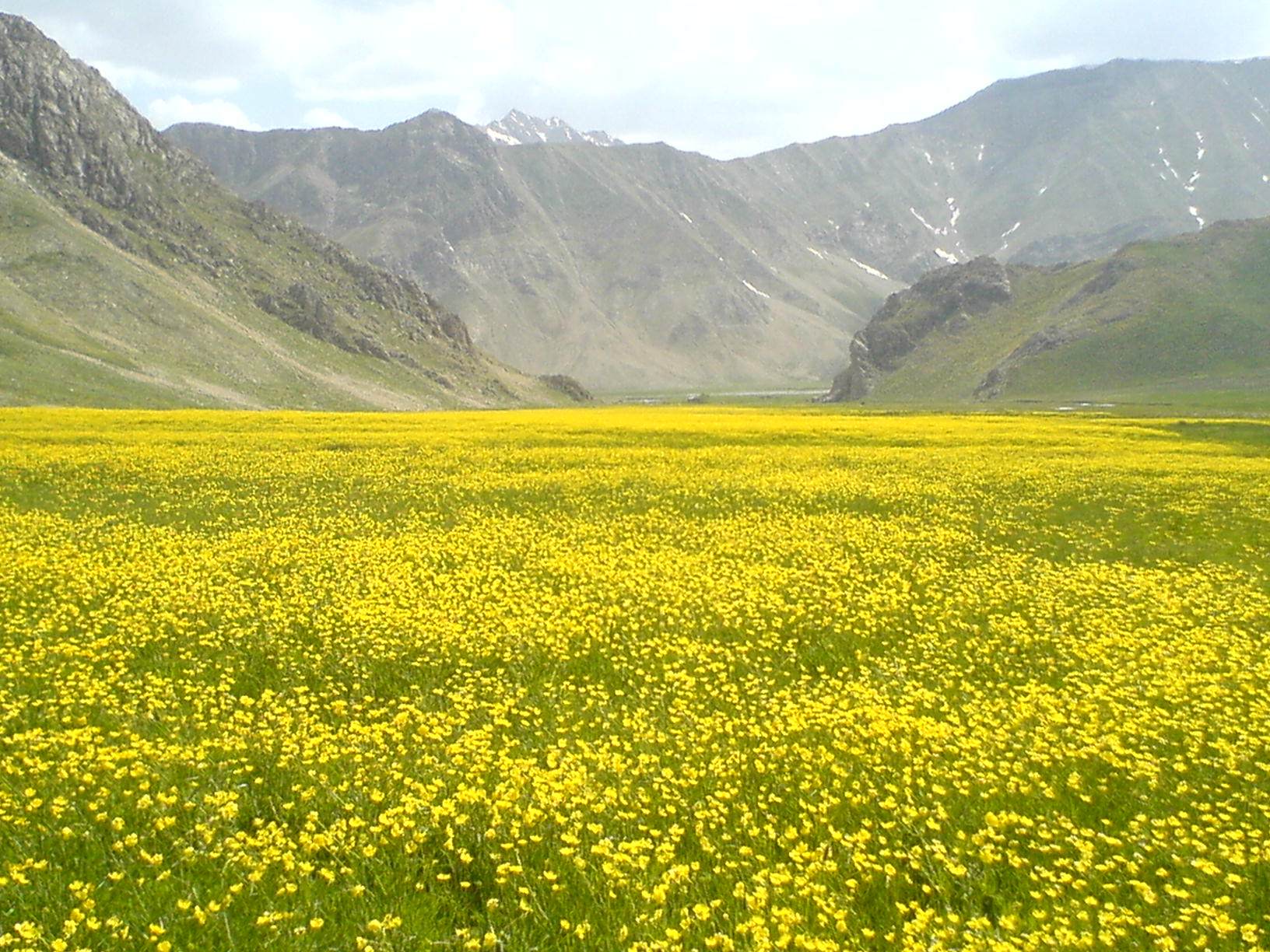
Parque nacional de Lar

En Irán hay unas 185 áreas protegidas que cubren una superficie de 140.266 km², el 8,61 por ciento del territorio (aprox. 1.640.000 km²), y 1.809 km² de áreas marinas, el 0,8 por ciento de los 224.800 km² que pertenecen al país. De estas áreas, 16 son parques nacionales, 18 son monumentos nacionales naturales, 34 son refugios de vida salvaje, 2 son parques marinos y 80 son áreas protegidas de otras categorías. Además, hay 26 sitios Ramsar, considerados humedales de importancia internacional, que ocupan unos 14.864 km², y BirdLife International considera que hay al menos 105 IBAs (Áreas Importantes para la Conservación de las Aves) que cubren unos 86.000 km² y que engloban 474 especies de aves, de las que 27 son especies amenazadas y 1 es endémica, el  arrendajo terrestre iraní.

## Parques nacionales y sitios Ramsar de Irán

### Provincia de Golestán
- Parque nacional de Golestán, 886 km². Se encuentra al nordeste, en los montes Elburz[4] y en la zona oriental de la cordillera Kopet Dag, con alturas entre 1.000 y más de 4.000 m. En sus bosques templados caducos, herbazales y roquedos se encuentra el leopardo de Persia, el lobo indio, el jabalí, el maral o ciervo rojo del Cáucaso, el corzo, la cabra salvaje y la gacela persa.

- Sitio Ramsar de la laguna de Gomishan, 177 km2, en 37°11′ N 53°59′ E. Número Ramsar 1109, desde 2001. Laguna costera en el extremo sudeste del mar Caspio, en el límite de la estepa de Turkmenistán, separada del mar por una estrecha barra de arena que menudo es sobre pasada por el mar. Hay tres especies amenazadas que están en la lista roja: el pelícano ceñudo, el porrón pardo y la avefría sociable, así como la vulnerable foca del Caspio, y una subespecie de pez rutilo del Caspio. Se vienen observando unas 20.000 aves acuáticas y más de 20 especies. Hay unos 40.000 habitantes en la región, que pescan, cazan y crían ganado.[5]

### Provincia de Semnán
- Parque nacional de Jar Turán, o Touran, 14.000 km². Estepa herbácea que comprende montañas de 2.000 m de altitud y lagos salados en el desierto de Kavir-e-Namak. Es importante por la presencia de guepardos asiáticos o iranianos, una subespecie de la que quedan una veintena en este parque. Entre la cuarentena de mamíferos destacan el caracal, el jerbo del Éufrates, el muflón y la cebra persa.[6]

- Parque nacional Kavir, 4415 km². Norte de Irán, 120 km al sur de Teherán y 100 km al este de Qom. Se encuentra al este de uno de los dos mayores desiertos del país, el desierto de Kavir o Gran Desierto Salado. Montañas rocosas y llanuras aluviales a 1.000 m de altitud. Hienas, lobos, gacelas y leopardos.Reserva de la biosfera de la Unesco.[7]

### Provincia de Mazandarán
- Parque nacional de Lar, 290 km². Provincia de Mazandarán, 70 km al noroeste de Teherán. En el centro de los montes Elburz, norte de Irán. Dentro del parque se halla el embalse de Lar. Se accede a través de la carretera 77 o de Haraz. Entorno estepario. Cabras, leopardos, lobos, osos, jabalíes, chacales y zorros. Entre las plantas, regaliz, tomillo, apiáceas, borrajas, chalotas y gálbanos.

- Sitio Ramsar de los lagos Alagol, Ulmagol y Ajigol, 14 km2, número Ramsar 49, en 37°21′ N 54°35′ E, desde 1975. Son tres lagos estacionales interiores muy cerca de la frontera con Turkmenistán, que se llenan con las lluvias de otoño e invierno y se secan en periodos secos. Alagol es ligeramente salino y está rodeado por extensos carrizales y estepas herbáceas. Ulmagol tiene poca vegetación. Hay algunos asentamientos humanos. La zona alberga anátidas (patos, gansos, cisnes) y flamencos. Aquí anidan también avefrías coliblancas. Desde 1993 está en el registro de Montreux de sitios Ramsar que han sufrido cambios que perjudican a las aves, debido  a la extracción de agua para regadío, que hace bajar el nivel del agua.[8] Forma parte de las zonas protegidas de BirdLife International.[9]

- Sitio Ramsar de Fereydoon Kenar, Ezbaran y Sorkh Ruds Ab-Bandans, 54,27 km2, en 36°40'N 52°31'E. Número Ramsar 1308, desde 2003. Es también sitio de importancia para las aves por BirdLife International y alberga un refugio de vida silvestre de 48 ha. (Ruds significa ríos en persa y ad bandans represados, así que podría traducirse como ríos represados [para cultivar arroz] de Ezbaran y Sorkh en el norte de Irán, ya que Fereydoon o Fereydun Kenar es el nombre de la región costera del norte de Irán; Ezbaran es un nombre propio que hace referencia al acebo, y sorkh significa rojo en persa). Se trata de un humedal mantenido artificialmente  en las tierras bajas del sur del Caspio o norte de Irán. Comprende cuatro damgahs, zonas poco profundas desarrolladas como arrozales y empleadas para cazar patos, rodeadas por carrizales y franjas boscosas. La zona es importante para la hibernación de poblaciones occidentales de grulla siberiana, entre 7 y 14 ejemplares de una especie amenazada que había vuelto al humedal en 1978, después de sesenta años de ausencia. Otras especies amenazadas que pasan aquí el invierno son la barnacla cuellirroja, el ánsar chico, el pelícano ceñudo, en ocasiones el cormorán pigmeo y alguna rapaz como el pigargo europeo. Las tierras agrícolas se inundan en verano, favoreciendo la recarga de aguas subterráneas. Para cazar los patos se llevan algunos ejemplares domésticos que atraen con su canto a los patos salvajes, que son fácilmente atrapados en una zona estrecha rodeada de vegetación. En 2001 se prohibió la caza con rifles.[10]

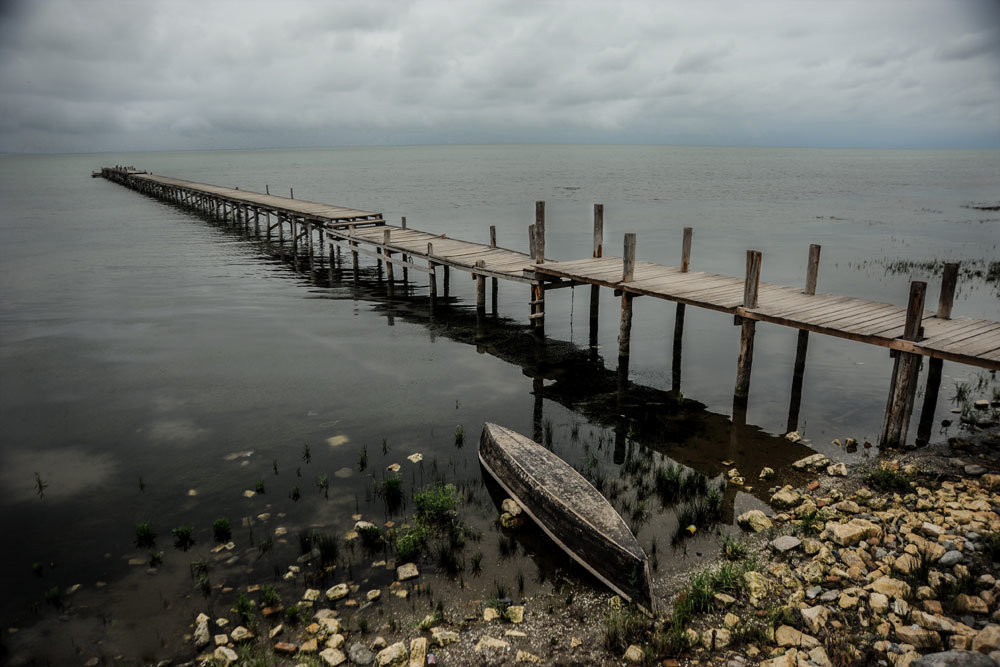
Golfo de Gorgan en 2016

- Sitio Ramsar de la península de Miankale, la bahía de Gorgan y la zona pantanosa de Lapoo-Zaghmarz, 1000 km2, en 36°49'N 53°41'E. Número Ramsar 36, desde 1975. En el sudeste del mar Caspio. Reserva de la biosfera de la Unesco y de vida silvestre. Una bahía salobre casi completamente separada del mar por la península de Miankale, que deja un pequeño paso al este, con marismas de agua dulce y bosque inundados de forma estacional, además de una laguna de agua dulce envuelta de carrizales. Es una zona importante para la cría de aves y sirve de paso a pelícanos, cormoranes, garzas, flamencos y gansos. Un aumento del nivel del mar ha inundado algunas marismas y llanos, reduciendo el área de cría. Alrededor, se cultivan algodón y trigo. La península de Miankale, tiene 48 km de longitud y entre 1,3 y 3,2 km de anchura.[11]

### Provincia de Teherán
- Parque nacional de Sorkheh Hesar, 92 km², al este de Teherán. Zona semiárida regada por el río Jajrood y con el embalse de Latyan. Zona esteparia, con algo de bosque, en la vertiente sur de los montes Elburz. A veces se menciona unida al parque nacional Khogir, muy cerca, como Parque nacional de Khojir y Sorkheh Hesar. Ambos están al este de Teherán, zona de invernada de aves, con los mamíferos de la región, leopardos, osos, cabras salvajes, gacela persa, etc.[12]

- Parque nacional de Khojir, 100 km². Vertiente sur de los montes Elburz, al este de Teherán. Protegido como reserva de caza desde hace dos siglos. Presencia de manul o gato de Pallas.[13] Aves migratorias: perdiz, avefría, cerceta común...[14]

### Provincia de Jorasán del Norte
- Parque nacional Tandooreh, 355 km². En el nordeste, cerca de Dargaz y Turkmenistán. Zona montañosa, semiárida, con lluvias de 250 a 300 mm. Parecida a Golestán. Presencia de leopardo de Persia y cabras salvajes.

- Parque nacional de Sarigol, 55 km², Provincia de Jorasán del Norte, a 8 km de Esfarayen, entre 1.400 y 2.900 m, de altitud, 250-300 mm de precipitación, semidesértico. Urial, oso salvaje, cabra persa, cabra salvaje, garduña, lobo, gato de Pallas, gato salvaje  y leopardo reintroducido en 2005.[15]

- Parque nacional de Salook, 63 km². Noroeste de Esfarayen, provincia de Jorasán del Norte. Valles encajados con bosques. Leopardos, jabalíes, ciervos, etc.[16]

### Provincia de Kerman
- Parque nacional de Khabr, 1.200 km². Junto con el refugio de vida salvaje de Ruchún, ocupa 1.692 km², entre alturas de 1.000 m y 3.845 m (monte Khab, en el macizo de Hazaran), con una flora de unas 750 especies y unas 120 especies endémicas, en el sudeste de Irán, provincia de Kermán.[17][18]

### Provincia de Isfahán
- Parque nacional de Kolah Ghazi, 470 km². 36 km al sur de Isfahán.[19] Forma parte de las montañas Mahdasht, al sudeste de Isfahán, con un altitud máxima de 2.534 m. cabras y ovejas, carneros, ciervos, hienas, guepardos, zorros, chacales.[20]

- Sitio Ramsar del lago Gavjuní y los pantanos del bajo río Zayandeh, 430 km2, en 32°20'N 52°46'E. Número Ramsar 53 desde 1975. En el centro de Irán, al sudeste de Isfahán. Se trata de un lago salobre rodeado de carrizales y la zona baja del río Zayandeh, que nace en los montes Zagros y desemboca en el lago, a 1470 m de altitud, ambos sujetos a las inundaciones estacionales de invierno y primavera. Gran parte de las marismas originales han sido convertidas en tierras agrícolas para aprovechar el rico suelo aluvial.[21] El lago puede llegar a secarse completamente al final del verano. En los pantanos hay Phragmites con algunos matorrales de Tamarix en la boca del río. El lago carece de vegetación, excepto algunas algas. Las zonas inundadas junto al río se extienden a lo largo de unos 60 km, recorridos por canales de regadío, y el humedal de la desembocadura cubre unos 300 km2. Más allá hay una estepa degradada y terrenos que se usan para sembrar arroz y trigo. Entre las aves que hibernan destaca el flamenco rosa, el ánsar común, el tarro canelo y el tarro blanco, entre otros.[22]

### Provincia de Chahar Mahal y Bajtiarí

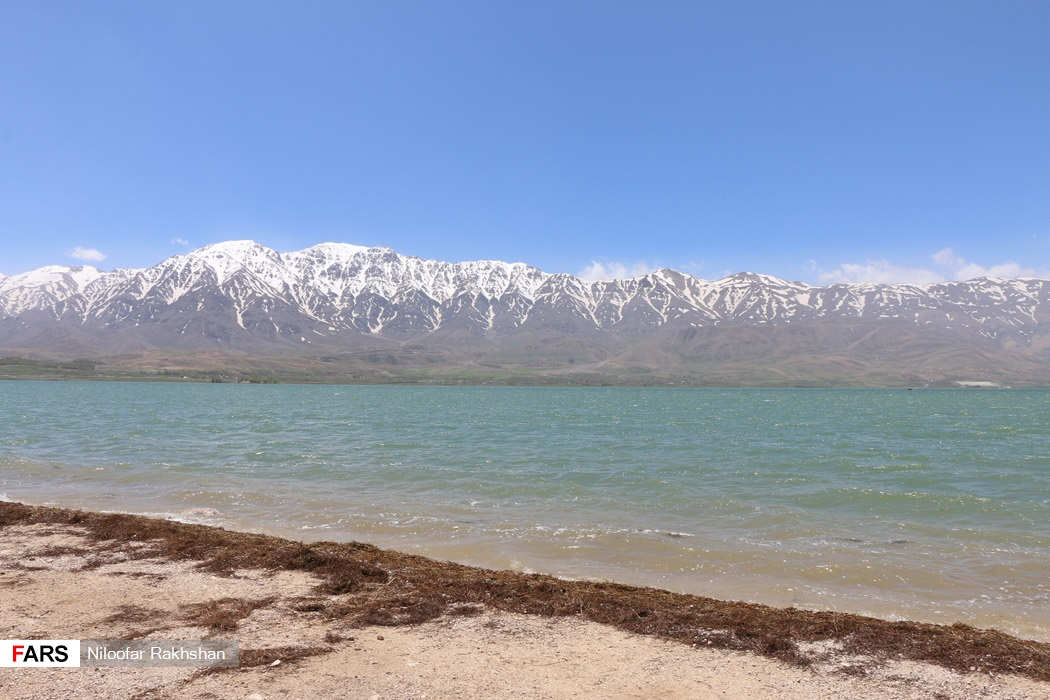
Humedal de Choghakhor

- Parque nacional de Tang-e-sayad, 43,7 km². En la frontera con Pakistán, al sudeste. El ecosistema de montañas y mesetas ocupa unos 272 km², con el parque dentro. La fauna consiste en cabras, carneros, leopardos, lobos y gatos salvajes.

- Sitio Ramsar del Humedal de Choghakhor, 16,87 km2, en 31°55'N 50°54'E, número Ramsar 1939, desde 2010. En el centro del país,  en la cuenca alta del río Karun, en una llanura herbácea a 2100 m de altitud en el centro de los montes Zagros, a 95 km al oeste de Shahreza. Es un humedal permanente de agua dulce con inundaciones en invierno y primavera, pero a finales de verano gran parte se seca y permanece cubierto de vegetación emergente. Las plantas son lechos de Phragmites y Typha, juncos y totoras que forman carrizales, rodeados a su vez por campos que se cultivan en parte con cereales como el trigo. Es una zona importante para la cría de garceta grande (o garza blanca), ánade real y porrón pardo.[23] Según la Convención Ramsar, hay más de 47 especies de aves, de las cuales muchas son migratorias que anidan aquí, como el ánade rabudo. Como en toda el área, se encuentran el ánade friso y especies en peligro como la malvasía cabeciblanca y el águila imperial oriental. Es importante para el pez endémico Aphanius vladykovi y para controlar las inundaciones. Posee plantas medicinales como la milenrama, que se recoge. En el sur y sudeste se practican la pesca y la agricultura. En 1991, se construyó una presa que aumentó el nivel del agua y redujo las zonas de nidificación.[24]

### Provincias de AzerbaiyánOccidentalyOriental

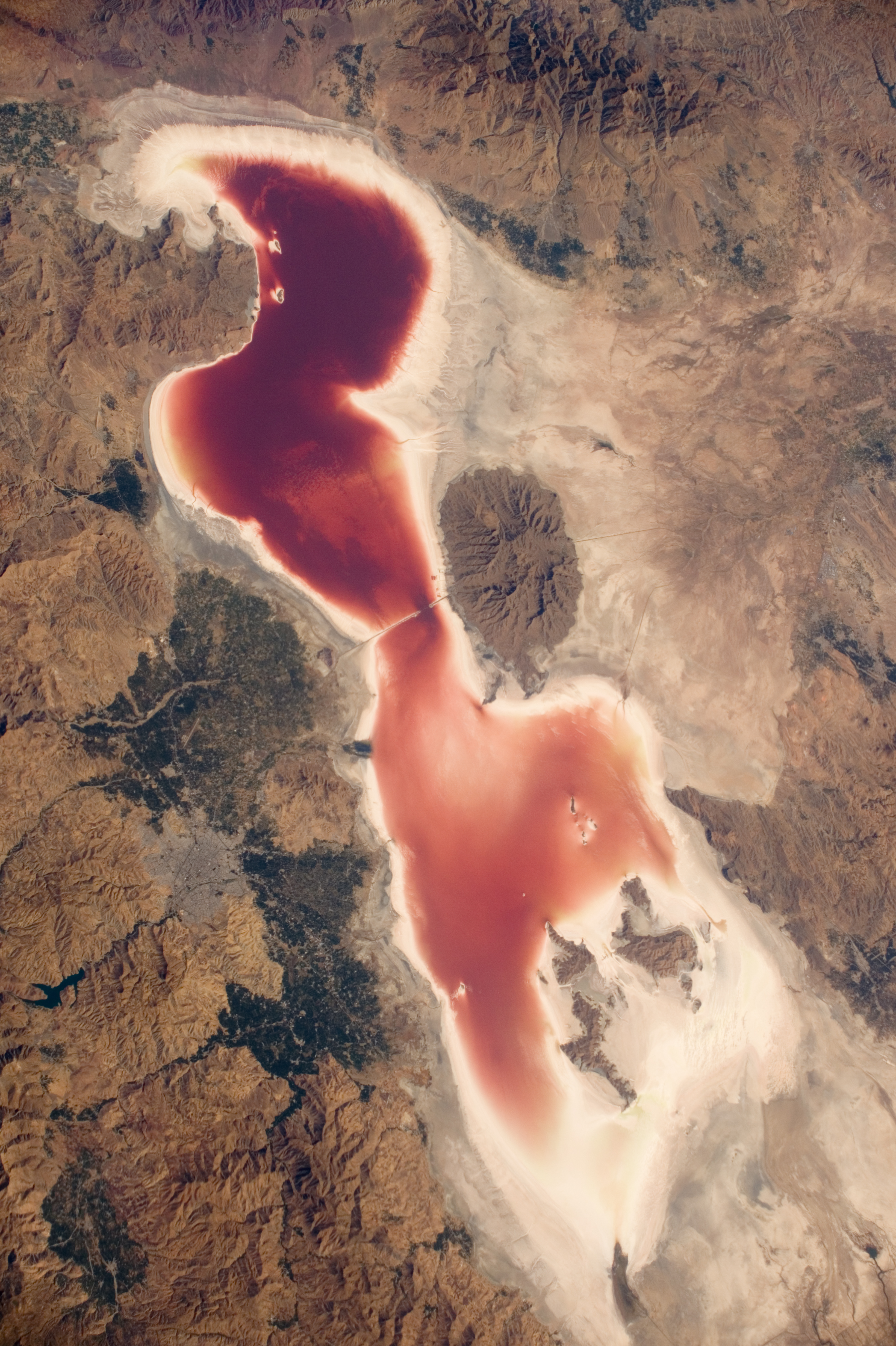
Lago Urmía en 2016. Imagen tomada desde la Estación Espacial Internacional.

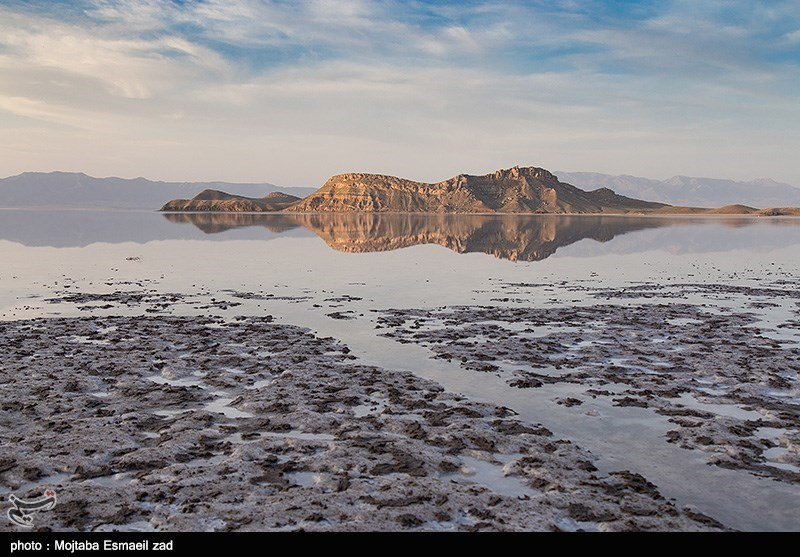
Lago Urmía en 2021

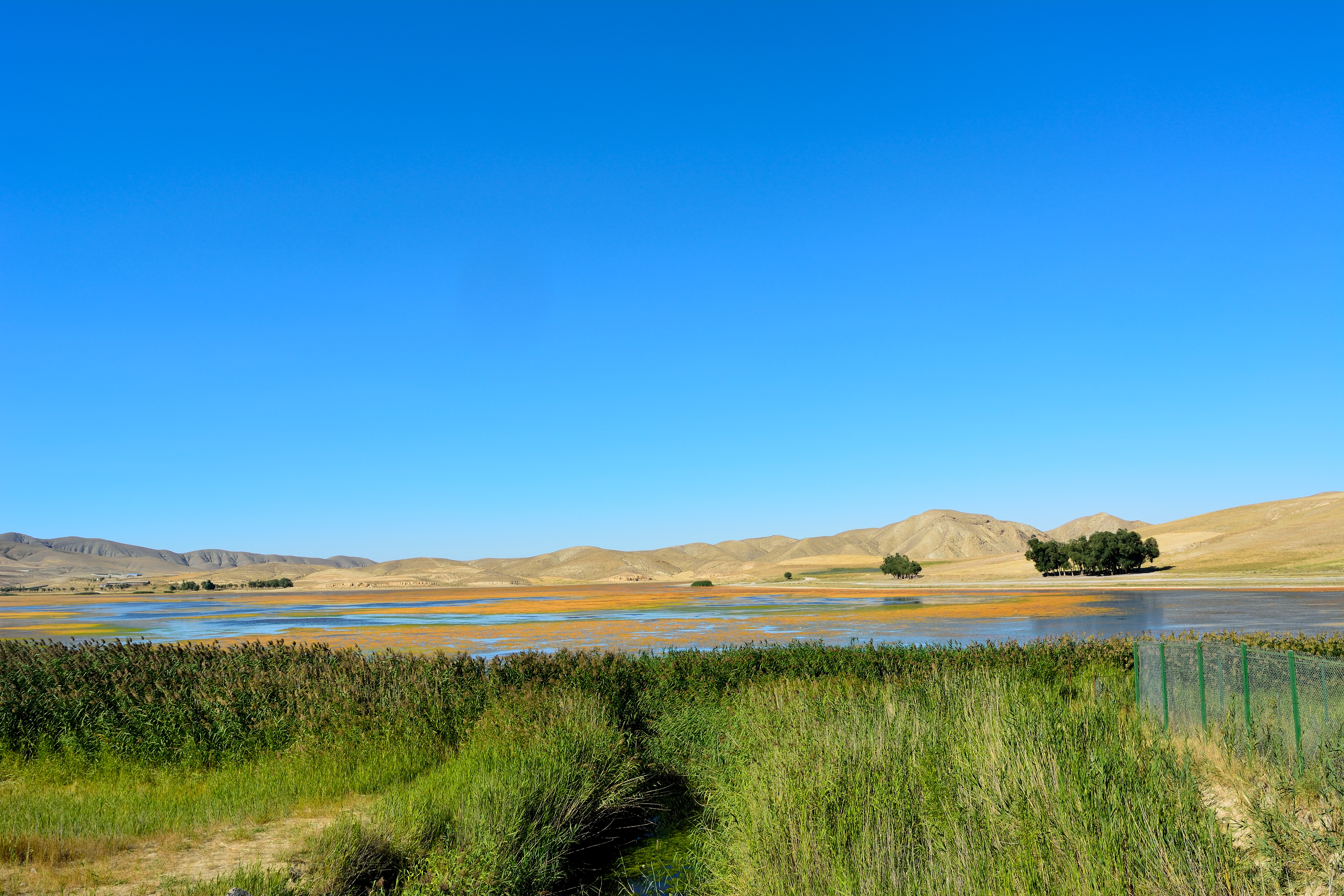
Lago Gori

- Parque nacional del lago Urmía, 4640 km², en el noroeste, el lago Urmía es un lago hipersalino, de 140 km de longitud y 55 km de anchura, con una profundidad máxima de 16 m.[25] No hay peces, pero es un hábitat importante de Artemia salina, que sirve de alimento a especies como los flamencos (40.000-80.000 parejas). Es sitio Ramsar número 38 desde 1975, con 4830 km2. Puesto que depende de las lluvias, las fuentes y algunas corrientes irregulares, su nivel fluctúa bastante.[26] Una zona más extensa, de 10.779 km2, se declaró reserva de la biosfera en 1976, con el nombre de lago Oromeeh; en la zona se han identificado 177 especies de plantas y 174 en las islas. Destacan las asteráceas y las poáceas alrededor del lago. En la zona colchón, de 3587 km2, viven más de 2 millones de personas, con un 70 por ciento de turcos, un 7 por ciento de kurdos y el resto de otras etnias.[27]

- Sitio Ramsar del humedal de Kanibarazan, 927 ha, en 36°59'N 45°46'E. Número Ramsar 1940, dede 2011, en Azerbaiyán Occidental. Se encuentra en el noroeste de Irán, al sur del lago Urmía, en una zona rodeada de humedales estacionales que se secan en verano y otoño. Kanibarazan es uno de los hábitats más importantes para las aves acuáticas de la región, con más de 20.000 aves y 44 especies registradas, incluyendo algunas amenazadas, como la malvasía cabeciblanca. Entre los ciprínidos, se encuentra el pez endémico de Irán Acanthalburnus urmianus. Los humedales están alimentados por el agua de las fuentes de los alrededores y una serie de canales que desvían el agua de los regadíos hacia los humedales para evitar que se sequen.[28]

- Sitio Ramsar de los lagos Shurgol, Yadegarlu y Dorgeh, 25 km2. Número Ramsar 45, desde 1975. Son tres humedales separados a 7-10 km al sur del lago Urmía y 30-35 km al noroeste de Mahabad, cada uno de ellos con sus propias marismas estacionales, alimentados por una combinación de lluvia, canales, filtraciones, fuentes y pequeñas corrientes. Shurgol (37°01'N 45°28'E, 2,000 ha), al sudeste del lago Urmía, es un humedal salobre inundado estacionalmente, cerca del pueblo de Shurgol. Yadegarlu (37°02'N 45°32'E, 350 ha) es un pequeño lago con marismas cubiertas de juncos y abundante flora sumergida que se encuentra al este del lago Hasanlu o Hassanlu, al sur del lago Urmía y al norte del sitio arqueológico de Teppe Hasanlu. Dorgeh Sangi (36°59'N 45°34'E, 150 ha), también el este del lago Hasanlu, es poco profundo y fluctúa con las lluvias estacionales. Es una zona de paso para las aves acuáticas, como la cerceta pardilla. Toda la zona está en el registro de Montreux de lugares amenazados desde 1990 debido al pastoreo excesivo en los alrededores, la recolección de vegetación acuática y la caza, además de la sequía, sobre todo en Yadegarlu.[29] Toda la zona, incluido el lago Hasanlu y sus marismas, Yadegarlu y Dorgeh, a 1290 m de altitud, es área de importancia para las aves por BirdLife International. Destacan entre las aves, además de la cerceta, el morito común, la malvasía cabeciblanca y la canastera común.[30]

- Sitio Ramsar del lago Kobi, 12 km2, en 36°57'N 45°30'E. Número Ramsar 43, desde 1975. Lago de agua dulce a 30 km al sur del lago Urmía y 25 km al nordeste de Mahabad, con humedales asociados que se inundan estacionalmente, en una cuenca cerrada a gran altitud, alimentada por la lluvia y la escorrentía, algunas fuentes y ocasionalmente, el deshielo.[31]  Hay vegetación sumergida y carrizales más allá de las orillas, con lechos de Phragmites al sur y noroeste. La zona está rodeada de colinas esteparias y algunos asentamientos aislados. En las marismas se han registrado martinete común, garcilla cangrejera, garceta común, morito común y porrón pardo.[32]

- Sitio Ramsar del lago Gori, 120 ha, en 37°54'N 46°42'E. Número Ramsar 48, desde 1975. Entre el lago Urmía y el mar Caspio, es un pequeño lago rodeado de carrizales de varias especies que se encuentra en una cuenca alta y cerrada. Se alimenta de agua de lluvia, fuentes, algunos canales y arroyos que dependen de las lluvias estacionales y del deshielo de primavera sobre todo. La zona que lo rodea es una estepa semiárida con un pequeño asentamiento y cultivos. Entre las aves que anidan se encuentran el zampullín cuellinegro, la malvasía cabeciblanca, patos, gansos y cisnes.[33]

Los datos observados de estos últimos sitios Ramsar podrían haber cambiado en los últimos años, debido al desarrollo económico de la región y la escasez de información actualizada.

### Provincia de Fars

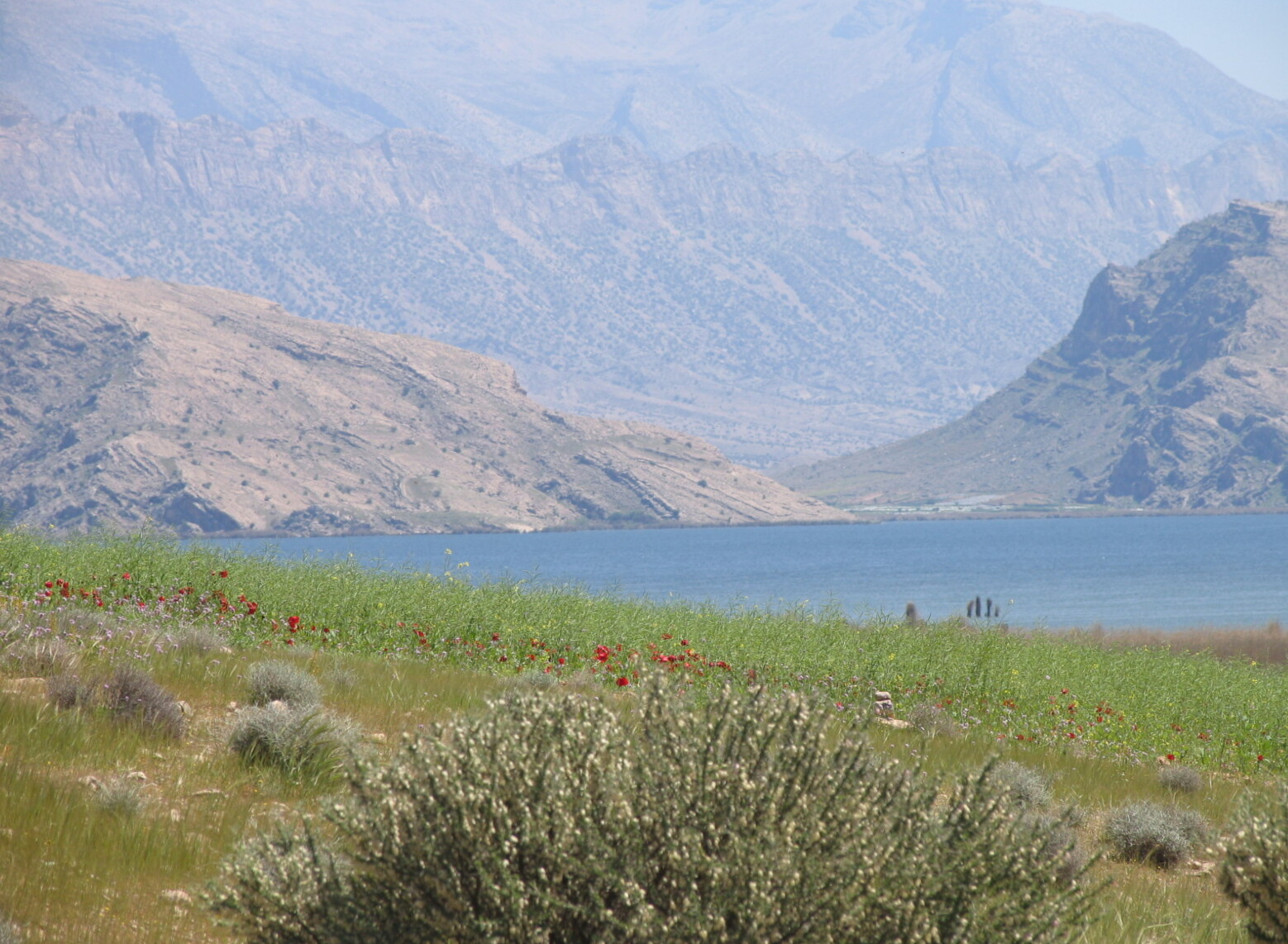
Lago Parishan

- Parque nacional de Bamou, 486 km². 5 km al noroeste de la ciudad de Shiraz en la provincia de Fars, sudoeste del país. En los montes Zagros, incluye tres sierras paralelas de este a oeste, con cima a 2.700 m, y estrechas llanuras con ciervos, cabras salvajes, leopardos, hienas, lobos, chacales, linces y zorros.[34]

- Parque nacional de Bajtegán, 1600 km². El lago Bajtegán, en la provincia de Fars, al sudoeste, tiene una superficie de 3.500 km² y es el segundo más grande de Irán. Está alimentado por el río Kor. Visitado por decenas de miles de aves acuáticas (entre ellas, unos 7.000 flamencos) durante las migraciones y en invierno.[35]

- Sitio Ramsar del lago Parishan y Dasht-e-Arjan, 62 km2, en 29°30'N 52°00'E. Número Ramsar 37 desde 1975. En el distrito de Jereh y Baladeh, al sudoeste de Irán. La palabra dasht en persa significa llanura o estepa, por lo que la segunda parte del nombre es "llanura de Arján", que es la zona que rodea el lago Arján y que en realidad forma un humedal que, con las lluvias estacionales, se convierte en un lago cuyas aguas fluctúan enormemente, así como su salinidad. El lago Arján o Arkhan se encuentra a 1990 m de altitud, y está separado del lago Parishan, a 820 m de altitud, por una cresta que supera los 2500 m. Entre ambos lagos hay 19 km en línea recta. Ambos están rodeados por carrizales de Phragmites y Typha que acogen numerosas aves que pasan aquí el invierno, entre ellas garzas, avetoros, pelícanos, íbices, etc.[36] La cresta montañosa que separa ambos lagos forma parte del Área protegida de Arján y también es un IBA de interés para las aves por BirdLife International que, como Ramsar, enlaza ambos lagos a pesar de su separación. El interés de la zona radica en los escarpes que forma la arenisca, que se alienan formando estrechos valles en los que crece un bosque disperso de Quercus brantii o roble de Brant. En las zonas bajas, crecen bosques esteparios de Amygdalus, Crataegus, Celtis, etc.[37]

- Sitio Ramsar de los lagos de Neiriz y los humedales de Kamjan, 1080 km2, en 29°40'N 53°30'E. Número Ramsar 39, desde 1975. Refugio de vida silvestre. Dos lagos salinos, Bajtegán y Tashk entre el mar Caspio y el golfo Pérsico, a unos 90 km al este de Shiraz, en una elevada cuenca de drenaje, a 1550 m de altitud, rodeando el Parque nacional de Bajtegán. Se han registrado hasta 50.000 flamencos en invierno, así como patos, gansos, cisnes y grullas. Los alrededores son colinas áridas y esteparias, con tierras cultivadas en los valles. El cultivo de arroz en épocas anteriores redujo los humedales, que están en el registro de Montreux.[38]

### Provincia de Guilán

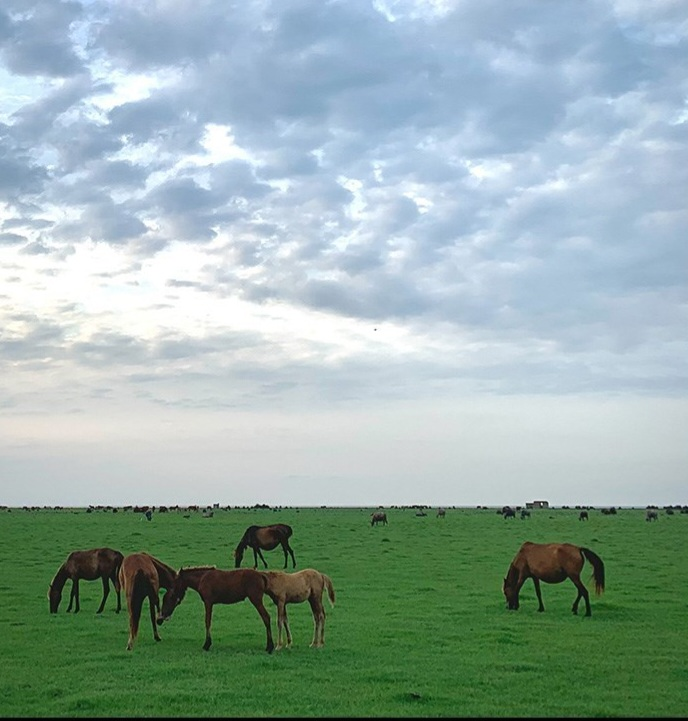
Bojagh o Bujagh, en la zona del parque nacional.

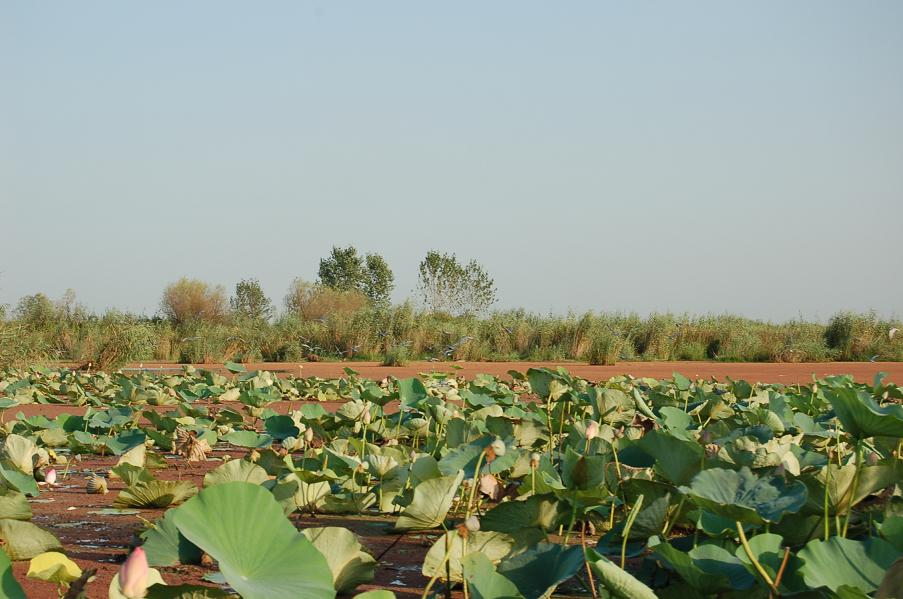
Laguna de Anzali

- Parque nacional de Bojagh o Bujagh, 32 km². Delta del río Sefid Rud, sudoeste del mar Caspio. No es zona de caza sino para la observación de las aves: ánsar común, barnacla cuellirroja, flamenco, pelicano, cigüeñuela común, cormorán, garza, ibis, ánade real, garceta común, ánade friso, espátula, etc.[39][40]

- Sitio Ramsar del parque nacional de Bujagh, 34,3 km2, en 37°27'N 49°56'E, número Ramsar 46, desde 1975. Bahía poco profunda en el sudoeste del mar Caspio, en la boca del río Sefid Rud, con una variedad de hábitats que van del humedal interior de agua dulce a la costa y el mar. Además de pelícanos, alberga el uno por ciento de tres especies de ánades en la región: la cerceta común, el silbón europeo y el ánade friso. En la zona se practica la pesca, la acuicultura, la cría de ganado, el cultivo de arroz, la recolección de juncos, la recreación y el turismo. Cuando se declaró Ramsar en 1975 solo tenía 500 ha, y luego se amplió a la extensión del parque nacional, 34 km2.

- Sitio Ramsar del lago Amirkelayeh, 11,3 km2, en 37°20'N 50°11'E, número Ramsar 47, desde 1975. Es un profundo lago rodeado por extensos carrizales y una rica vegetación flotante y sumergida en el sudoeste del mar Caspio, donde drena cuando las aguas sobrepasan cierta altura. El agua es muy clara y el lago alberga especies de aves acuáticas que hibernan aquí, la mayoría anátidas como patos, gansos y cisnes, incluyendo la amenazada malvasía cabeciblanca.[41] También forma parte de la red de BirdLife International, que lo describe alimentado por manantiales, a 12 km al norte de Langarud, cubierto con extensos lechos de Typha (espadaña) y Phragmites y algunos sauces. Entre las aves, el pato colorado, la focha común y el cormorán pigmeo. En invierno se encuentran una veintena de aguiluchos laguneros occidentales, así como rascón europeo y lúgano.[42]

- Sitio Ramsar del humedal o laguna de Anzali, 195 km2, en 37°26'N 49°24'E, número Ramsar 40, desde 1975, junto a la ciudad de Bandar-e Anzali. Es una laguna de agua dulce al sudoeste del mar Caspio, separada de este por una duna. La laguna está rodeada por pantanos estacionalmente inundados rodeados por carrizales y plantas flotantes que forman un hábitat vital para las aves acuáticas que emigran a lo largo del eje afro-euroasiático y de Asia central. Se han registrado unas 140.000 aves de 254 especies, entre ellos cormoranes, charranes, pelícanos, ánades frisos y cercetas comunes. También se encuentran peces amenazados como Acipenser stellatus y el Luciobarbus capito. Aquí crían también los ciprínidos Rutilus kutum y Alburnus filippii, que son peces endémicos del Caspio y sus cuencas de drenaje. El sitio está en el registro de Montreux desde 1993 por los cambios de nivel de las aguas, el incremento de nutrientes, la caza y la extensión cada vez mayor del carrizo Phragmites australis y el invasivo jacinto de agua.[43]

### Provincia de Kohkiluyeh y Buyer Ahmad
- Sitio Ramsar de Barm Alvan, 20 ha, en 31°00'N 50°14'E, número Ramsar 2539, desde 2022, en el centro oeste del país, cerca del Área de conservación y reserva forestal de Tang-e Soulak, rodeada por los montes Zagros, en el distrito de Yasouj. Es un lago salobre permanente alimentado por pozos naturales en una zona de yesos, lo que da lugar a una ecorregión única de bosque estepario. Se han contabilizado unas 170 especies de plantas y animales en el sitio Ramsar y unas 540 en la zona de la reserva forestal. La laguna está rodeada de robles, pozos de yeso y vegetación que sirve de hábitat y lugar de cría a 17 especies de aves, con unos 5000 ejemplares en total. Muchas de estas aves están en peligro, como la avefría sociable, el águila esteparia y el halcón sacre. También sirve de parada a aves migratorias, en particular patos. En la laguna hay especies como la carpa común, el ciprínido Mesopotamichthys sharpeyi y la tortuga mora. Las comunidades de los alrededores recolectan forraje y pescan. Hay un centro de educación y ecoturismo.[44]

### Provincia de Hormozgán

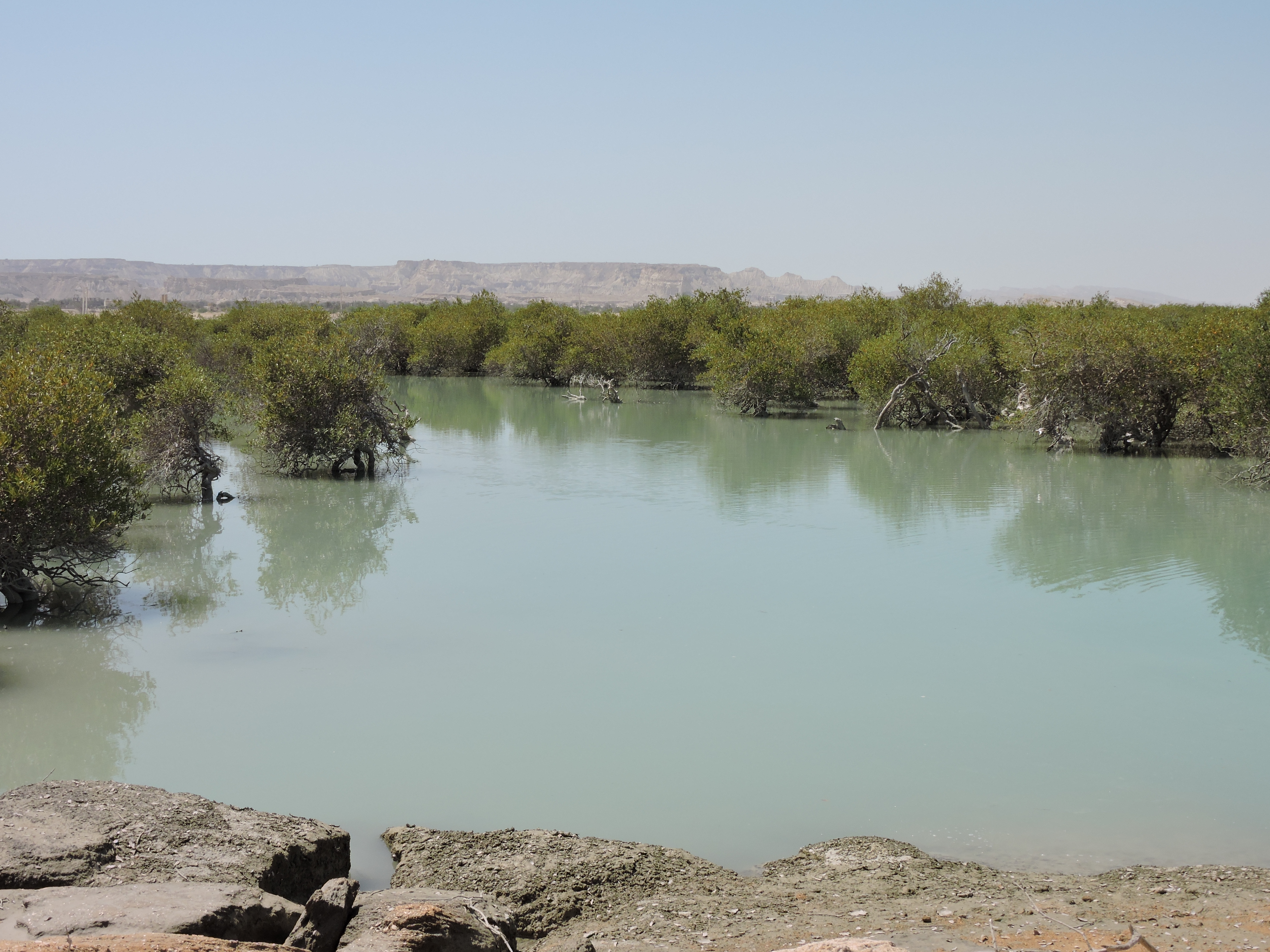
Bosque de manglares de Qeshm en el sitio Ramsar del estrecho de Kurán.

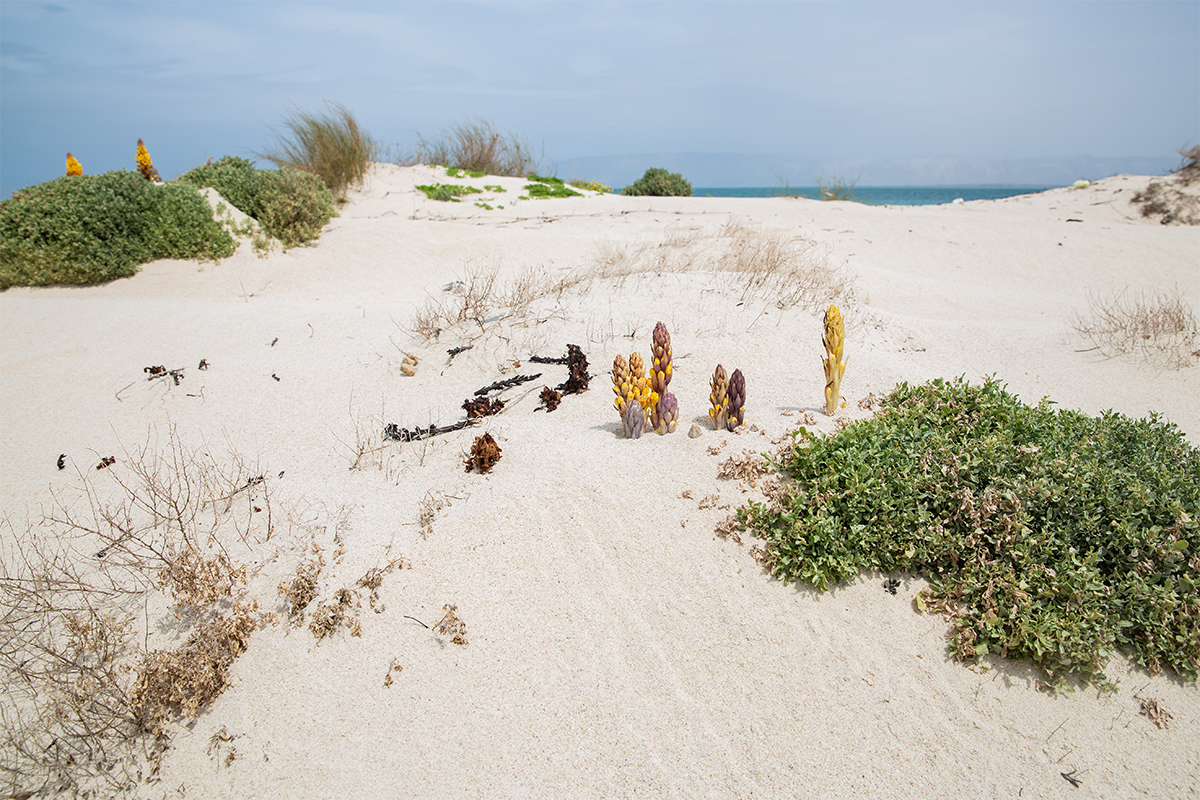
Isla de Shidvar

- Sitio Ramsar de los deltas de los ríos Rud-e-Gaz y Rud-e-Hara, en el golfo de Omán, frente al estrecho de Ormuz. Tiene una extensión de 150 km2, en las coordenadas 26°40'N 57°20'E. Número Ramsar 52, desde 1975. Se trata de la boca de los dos ríos en una zona desértica, que da lugar a un extenso complejo de marismas, arroyos, manglares, bancos de arena e islas costeras en un lugar apartado, muy seco, donde hibernan aves acuáticas. Los deltas se han formado por el arrastre de sedimentos de los ríos durante las erráticas lluvias invernales.[45] En los manglares se encuentra Avicennia marina (manglar blanco o gris). En la llanura adyacente crecen de forma dispersa acacias, arbustos espinosos de Prosopis y Ziziphus, y arbustos de Tamarix, con extensas zonas de arenas desnudas.[46]

- Sitio Ramsar de los deltas de los ríos Rud-e-Shur, Rud-e-Shirin y Rud-e-Minab. Tiene una extensión de 450 km2, en las coordenadas 27°05'N 56°45'E. Número Ramsar 51, en el estrecho de Ormuz, al norte de los deltas de Rud-e-Gaz y Rud-e-Hara, e igual que estos se halla en una zona desértica en la boca de varios ríos que se desbordan con las lluvias invernales y primaverales, y dan lugar a marismas costeras y manglares. La zona costera es poco profunda, posee barras de arena y pozos. La llanura que rodea el lugar es una estepa.[47] Al norte, se encuentra la localidad de Rud-e Shur, de 150 habitantes.

- Sitio Ramsar de los estrechos de Kurán, 1000 km2, en 26°45'N 55°39'E. Número Ramsar 50, desde 1975. Entre los distritos de Bandar Abbas, Khamir y la isla de Qeshm, en el estrecho de Clarence, localmente llamado Khuran. Refugio de la biosfera y área protegida. En el delta del río Mehrán, con extensas marismas intermareales, marismas, bosques de manglares y numerosos arroyos e islas de estuario. Aguas saladas poco profundas donde crecen algas rojas y pardas, mientras las zonas intermareales y los manglares sirven de hábitat a los crustáceos, que a su vez sirven de alimento a las aves acuáticas.[48] Hay colonias de garzas y avetoros, y es zona de paso de aves acuáticas invernales, como el pelícano. El bosque de manglares de la isla de Qeshm es conocido como bosque de Hara, porque la especie dominante, Avicennia marina, es conocida localmente como hara. Tiene unos 20 km de lado y es reserva de la biosfera de la Unesco. La isla de Qeshm es asimismo geoparque global de la Unesco. La isla, con la forma de un delfín, paralela a la costa en el estrecho de Ormuz, es parte estructural de los montes Zagros. Posee formaciones del Precámbrico al Cámbrico (480 millones de años) y diapiros salinos precámbricos que incluyen la cueva de sal más larga del mundo, con 6,6 km. La isla también destaca por los reptiles, las tortugas y los delfines. La isla estuvo habitada hace 40.000 años.[49]

- Sitio Ramsar de la isla de Shidvar, 870 ha, en 26°48'N 53°24'E. Número Ramsar 1015, desde 1999. Isla de 80 ha en el golfo Pérsico, paralela a la costa, formada por rocas y arena y rodeada de arrecifes de coral que es refugio de vida silvestre desde 1971. Es importante para las tortugas marinas y algunas especies de aves, entre ellas, una colonia de charranes. Entre las dunas, hay algo de vegetación dispersa con algunas matas densas de plantas halófitas de Atriplex de 60 cm de altura. Abundan las serpientes venenosas que justifican su otro nombre: Maru, que significa serpiente. No hay fuentes y las lluvias son muy escasas, por lo que la isla está deshabitada y pertenece al gobierno. La recolección de huevos creó serios problemas en los años setenta y obligó a mantener personal en la isla durante la crianza.[50] El lago Zrebar se encuentra 3 km al oeste de la ciudad de Marivan, de 140.000 habitantes. Se declaró patrimonio natural de Irán en 2010.

### Provincia de Sistán y Baluchistán

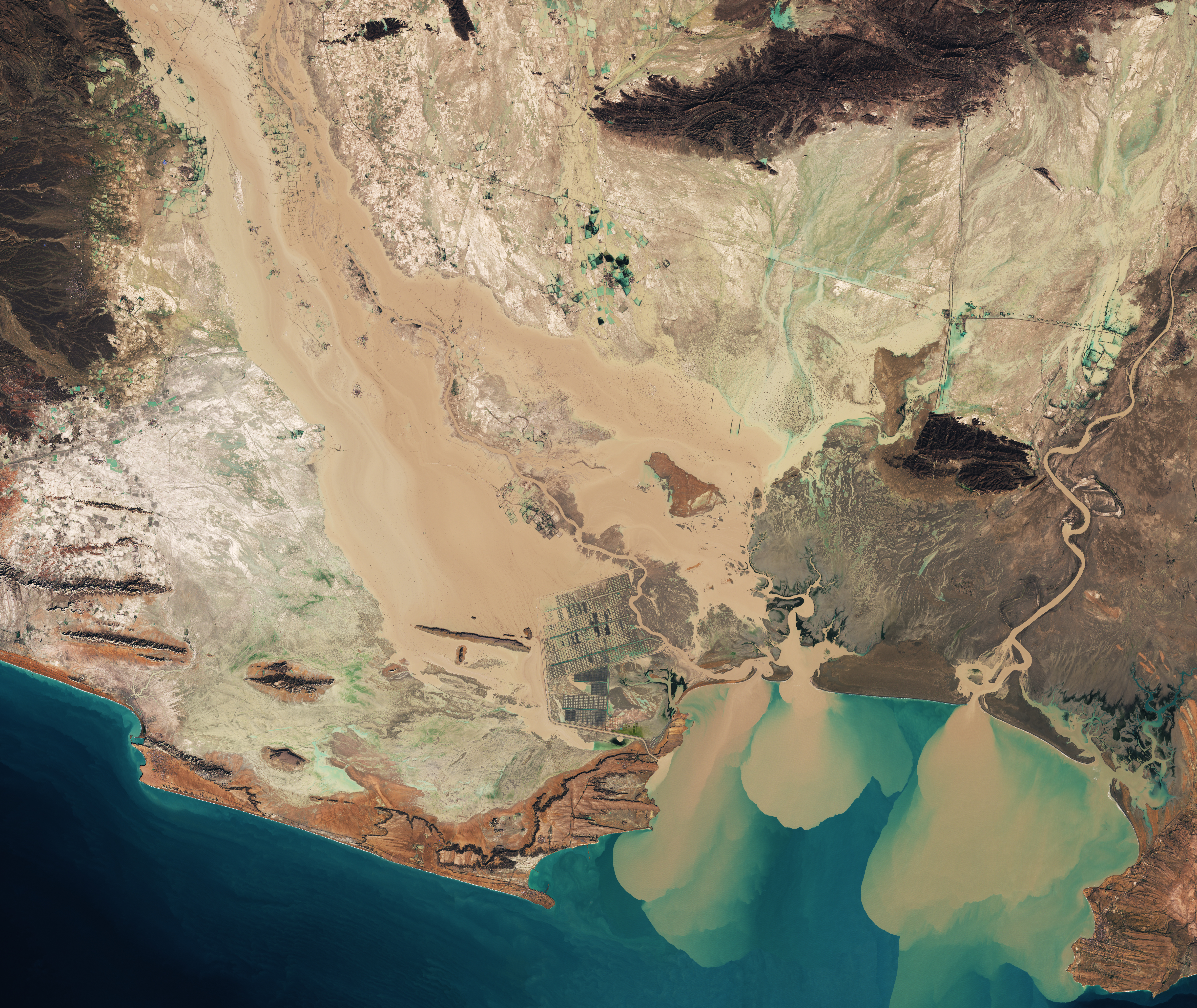
La foto se tomó en enero de 2020, tras una inundación que afectó a las provincias de Sistán y Baluchistán. En la imagen se ven el río Bahu Kalat, de Irán, y el río Dasht, en Pakistán, en la bahía de Gwatar. Entre ambos se encuentra el río Sarbaz, más corto.

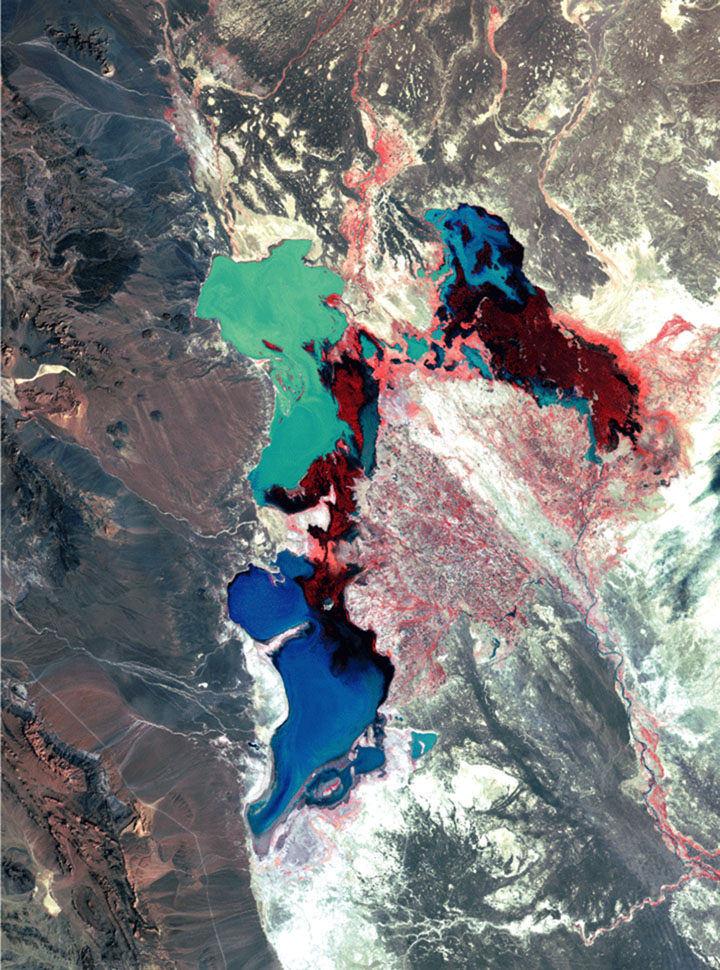
Lagos endorreicos o hamuns en el Dashti Margo, desierto Margo o de la muerte, donde confluyen varios ríos estacionales, entre ellos el río Helmand, en 1976. El color azul oscuro indica aguas profundas de no más de cuatro metros, el color verdoso de medio metro, el color rojo indica regadíos de trigo y cebada principalmente. Hay al menos tres lagos que son sitio Ramsar en Irán: Saberi y Helmand, y el sur del lago Puzak.

- Sitio Ramsar de la bahía de Gwatar y Hur-e-Bahu, en el golfo de Omán, 750 km2, en 25°10'N 61°30'E. Número Ramsar 1006, desde 1999. Humedales en las riberas y estuario del curso bajo del río Sarbaz, que incluye pozas permanentes de agua dulce, pantanos con manglares y zonas intermareales, así como playas de arena en el extremo sudeste de Irán, en la frontera con Pakistán. El sitio alberga la población más occidental de la especie asiática del cocodrilo de las marismas y también una población itinerante de aves acuáticas que hibernan, entre ellas pelícanos, limícolas, gaviotas y charranes.[51] BirdLife International lo considera una zona de interés para las aves, ampliando su extensión a 4615 km2, de sur a norte a lo largo de la frontera con Pakistán, incluyendo zonas montañosas áridas y semiáridas. Las lluvias erráticas acaban formado pozas y dando lugar a un humedal de unos 29 km2. En la costa, hay acantilados, largas playas de arena con dunas y un amplio retazo de manglares de Avicennia marina en la boca del río, y en el mar pequeños islotes que albergan nidos de aves marinas. En la estepa se encuenttran acacias, Prosopis, Ziziphus, Tamarix y Phoenix, con algunos baladres y palmeras en el lecho del río. Hay un pequeño poblado en la boca del río que practica la ganadería.[52]

- Sitio Ramsar del extremo meridional de Hamun-e-Puzak, 100 km2, en 31°19'N 61°45'E. Número Ramsar 44, desde 1975. La palabra hamun designa un lago endorreico, así que el nombre podría traducirse como "extremo sur del lago endorréico de Puzak", en la frontera con Afganistán, debido a que la mayor parte del lago está en el país vecino y solo el extremo sur está en Irán, formando un complejo de humedales y lagunas con una rica vegetación acuática y extensos carrizales. Es difícil saber cuántas aves acuáticas hay en la zona porque se ha producido una fuerte degradación debida a la sequía y las actividades humanas, que incluyen la ganadería y el regadío. Desde 1990 está en el registro de Montreux de lugares amenazados por la construcción de una presa en el río Helmand, en Afganistán.[53] La expresión lago Hamún se usa para definir una serie de lagos endorreicos estacionales que se forman en la frontera de Irán y Afganistán, en la llamada cuenca del Sistán, y que abarca en su conjunto unos 1600 km2.

- Sitio Ramsar de Hamun-e-Saberi y Hamun-e-Helmand, 500 km2, en 31°14'N 61°15'E. Número Ramsar 42, desde 1975. Dos lagos endorreicos de la cuenca del Sistán, entre Irán y Afganistán. Forman un complejo de humedales con Hamun-e-Puzak, de la desembocadura en un delta interior de varios ríos estacionales, principalmente el río Helmand, que procede de Afganistán. Se trata de dos lagos, Saberi y Helmand, poco profundos, con sus humedales asociados. La construcción de presas para el regadío y la sequía ha hecho que se sequen con frecuencia, por lo que forman parte del registro de Montreux de sitios Ramsar en peligro desde 1990.

- BirdLife International considera ambos sitios, Hamun-e-Puzak y los lagos Saberi y Hemland, en Irán, en la cuenca del Sistán, IBAs, es decir, lugares de importancia para las aves. Ambos están junto a la frontera de Afganistán, donde ls parte septentrional del lago Puzak, llamada aquí Hamun-i-Puzak, también se considera IBA, aunque no es sitio Ramsar por estar en Afganistán. La cuenca del Sistán es también un desiert, a veces con el mismo nombre. El lago Puzak, entre Irán y Afganistán, a 500 m de altitud, está rodeado de carrizales o juncales de Phragmites. Obtiene sus aguas del río Khashrud, que se seca en verano, y del río Helmand, aunque este aporta muy poca agua desde que se construyó la presa de Kajaki. Un tercio del lago está en Irán, pero la parte que no se seca está en Afganistán. Alrededor del humedal crecen matorrales  de tarajes y la estepa está dominada por Artemisa. En 1976, un recuento en ambos países contabilizó más de 350.000 aves, pero se cree que en invierno podrían llegar al millón de individuos, entre ellos, el tarro blanco, el aguilucho lagunero occidental, el calamón común, el flamenco rosa, el cisne, etc.[54]

### Provincia de Juzestán

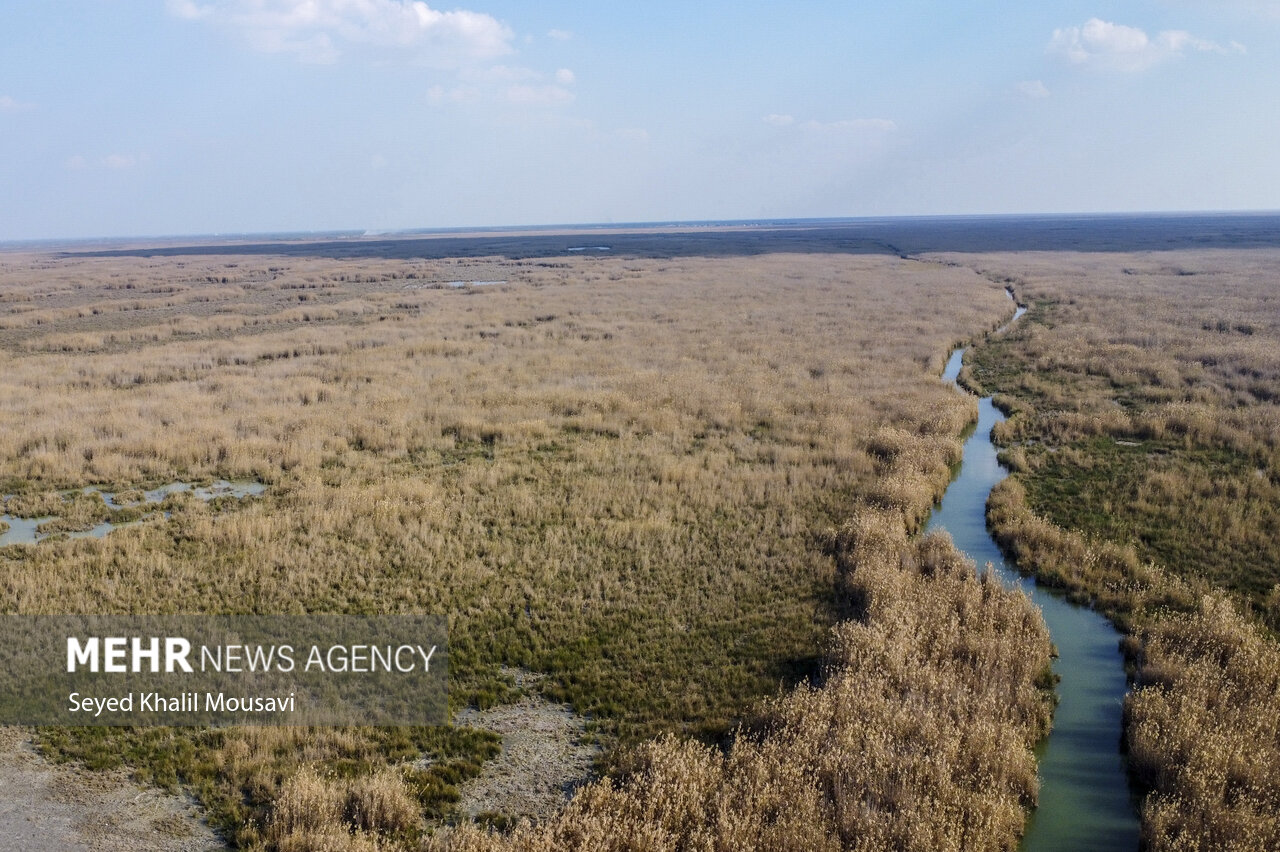
Humedales de Shadegan

- Sitio Ramsar de las marismas de Shadegan y las llanuras de marea de Khor-al Amaya y Khor Musa, 4000 km2, en 30°30'N 48°45'E. Número Ramsar 41, desde 1975. La provincia de Juzestán bordea el norte del golfo Pérsico. La marisma y el delta se encuentran en la frontera con Irak y están formadas por extensas llanuras mareales en las desembocaduras de varios ríos que drenan 115.000 km2. El sitio incluye marismas con carrizales dulces y salobres, arroyos, bancos de arena y una isla baja. El delta está alimentado por los distintos brazos del río Karún, canales de regadío y lluvias locales. Es importante para la cría e invernada de aves, entre las que destaca la cerceta pardilla. Está rodeado por salares, arrozales, palmerales de dátiles y asentamientos humanos. Desde 1993, el sitio está en el registro de Montreux debido a la contaminación causada por la guerra Irán-Irak, puesto que al noroeste se encuentra Basora.[55] Al norte se encuentra la población de Shadegan, de unos 50.000 habitantes.

### Provincia de Kurdistán

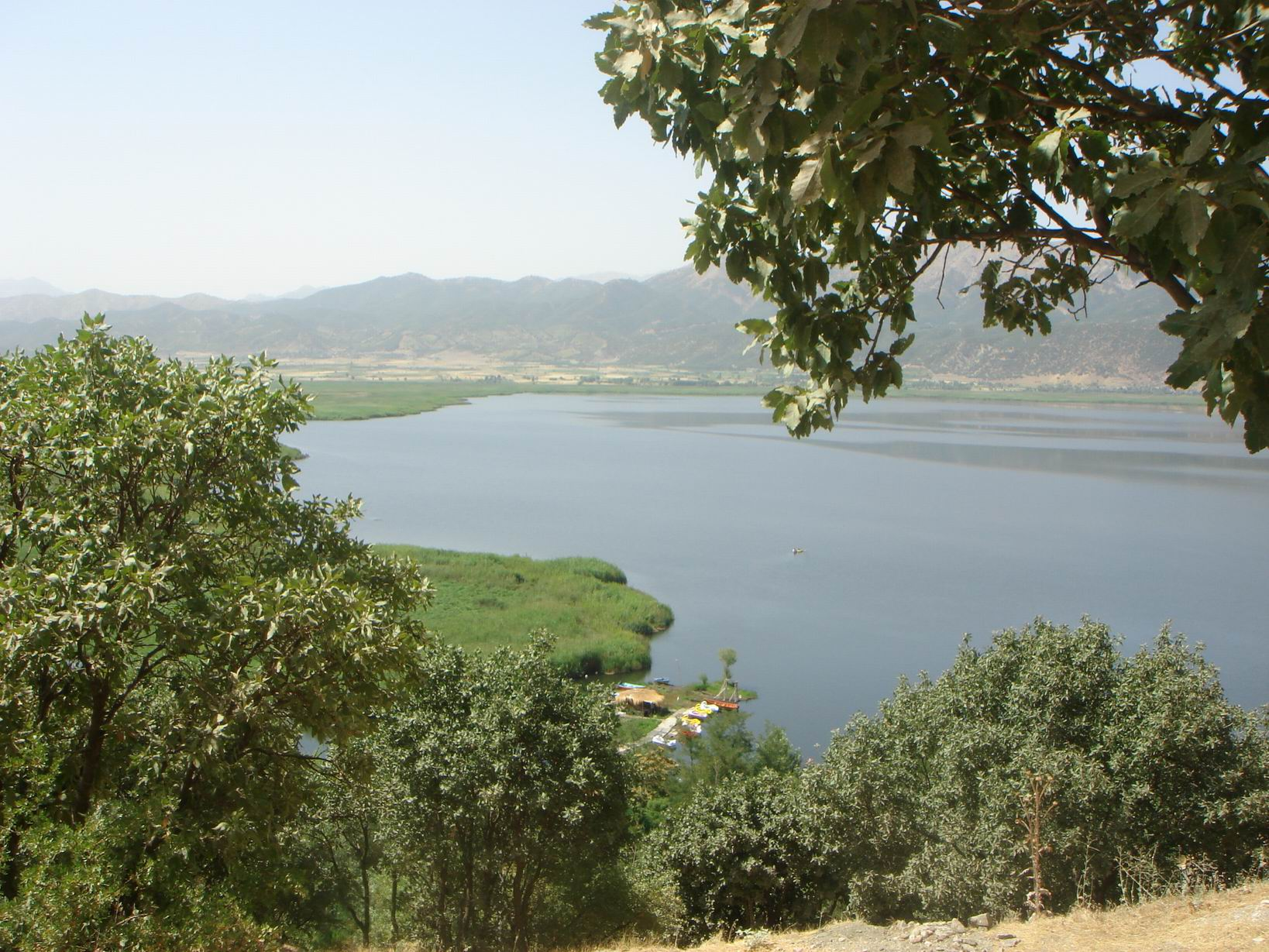
Lago de Zarivar o Zrebar.

- Sitio Ramsar de Zarivar, 22 km2, en 35°32'N 46°07'E. Número Ramsar 2369, desde 2016. Al noroeste de Irán, al pie de los montes Zagros. El lago Zarivar o Zrebar tiene una longitud de 5 km y una anchura de 1,6 km, con una profundidad máxima de 6 m, a una altitud de 1285 m. Se alimenta sobre todo de manantiales que surgen del lecho. está rodeado de una importante zona de carrizales y cañaverales que acogen numerosas aves acuáticas migratorias. Se han registrado 29 especies de plantas, 74 de aves, nueve de peces, dos mamíferos, tres reptiles y tres anfibios, incluidas especies vulnerables como el ánsar chico, la barnacla cuellirroja, la carpa común y la tortuga mora, y especies endémicas como el ciprínido Capoeta buhsei y la anguila Mastacembelus mastacembelus.[56]

## Reservas de la biosfera de Irán

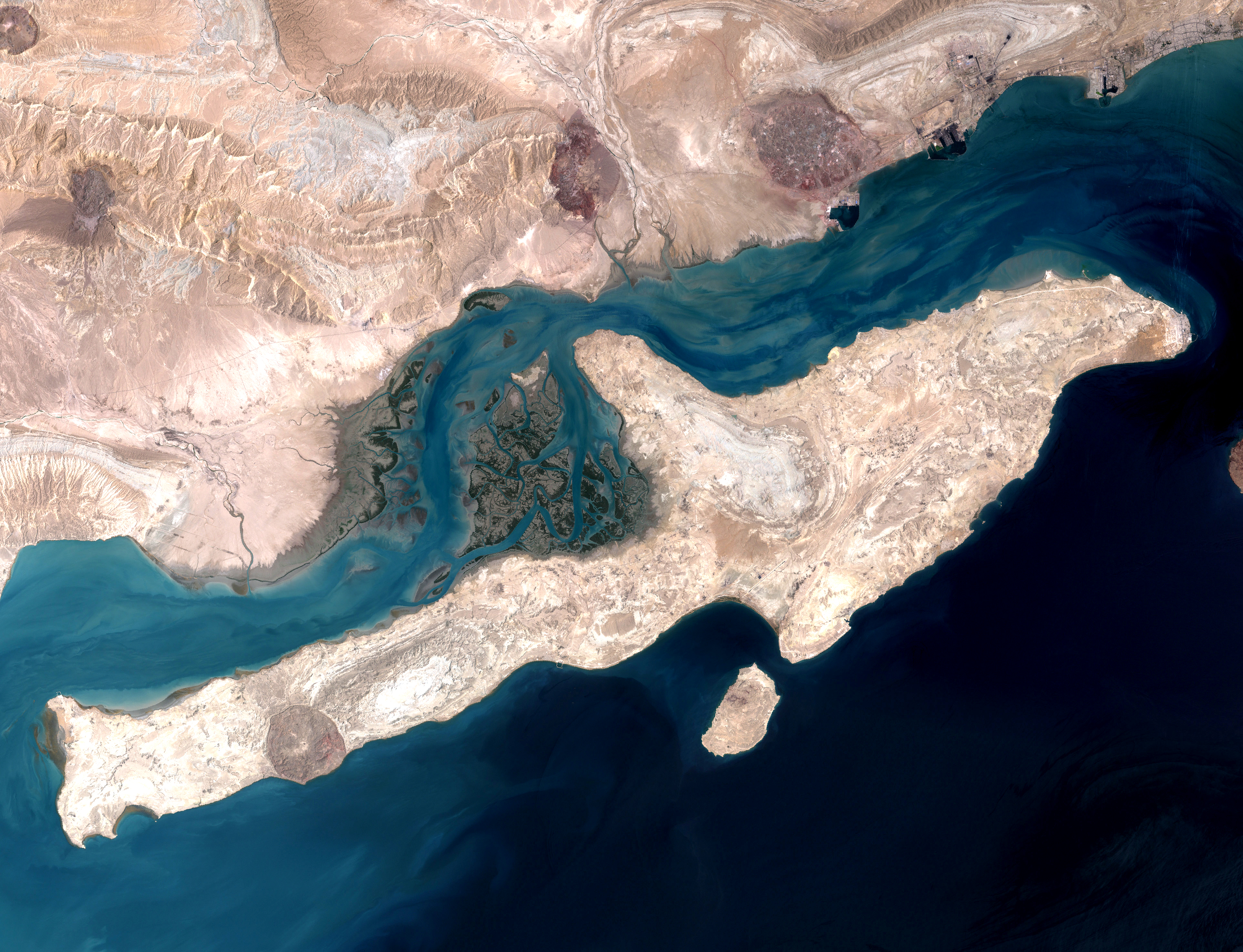
Isla de Qeshm y bosque de manglares de Hara

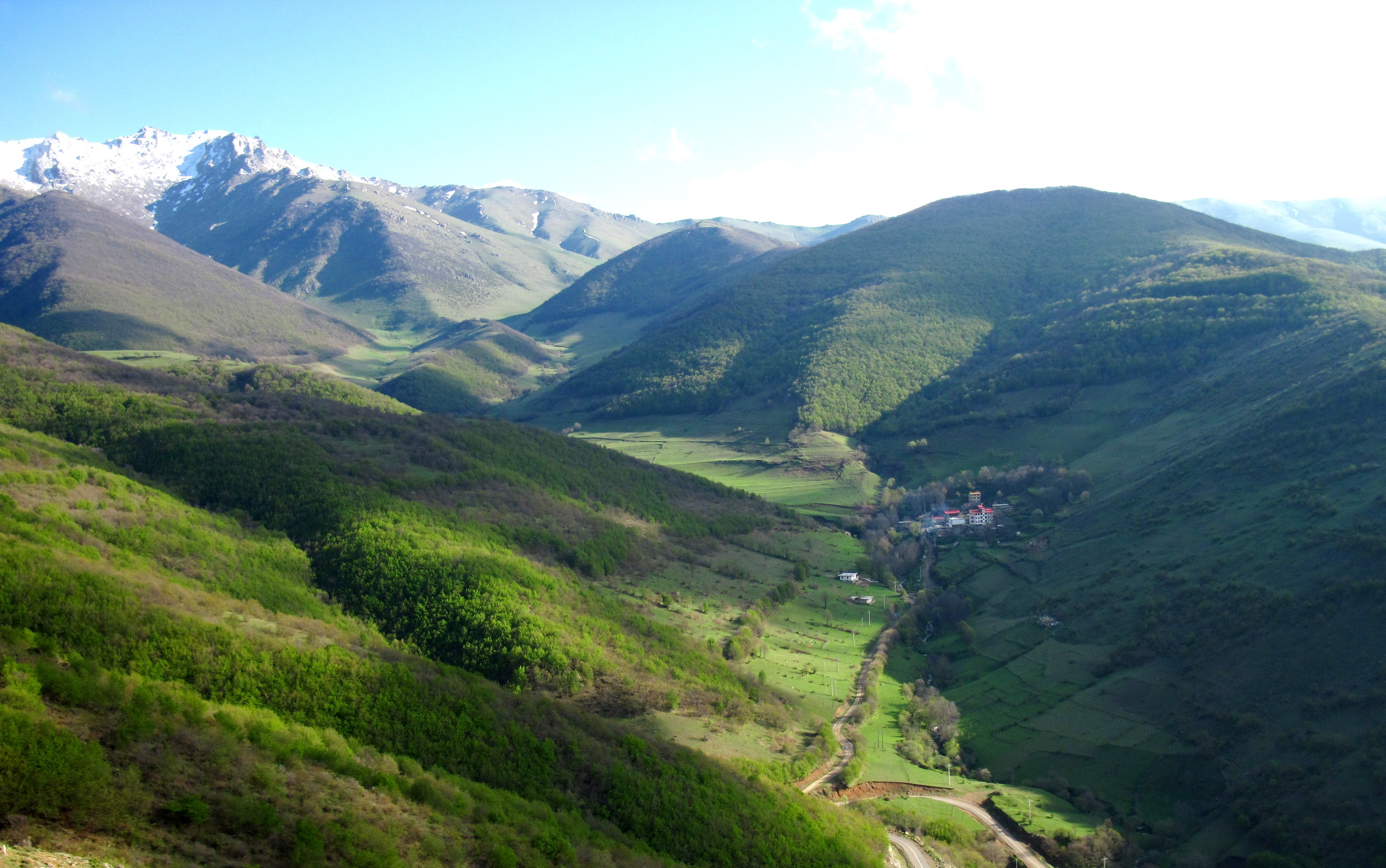
Valle de Mikandi, cerca de Aliabad, en Arasbarán.

- Cordillera de Kopet Dag. Se extiende 650 km a lo largo de la frontera entre Turkmenistán e Irán. El pico más alto, del lado iraní, alcanza los 3.191 metros.[57]
- Lago Hamún. 9771 km2. Hace referencia a los lagos estacionales de la cuenca del Sistán.[58][59]
- Tang-e-sayad, 270 km2.[60] Una parte de la reserva de 44 km2 da lugar al Parque nacional de Tang-e-sayad, que en persa significa 'desfiladero del cazador'.
- Dena, 2555 km2. Una sierra y un pico de 4409 m en los montes Zagros.[61]
- Turán. Equivale al Parque nacional de Jar Turán, de 14.596 km2.[62]
- Península de Miankale, 966 km2. En el sudeste del mar Caspio. La península, de 48 km de longitud y de 1,3 a 3,2 km de longitud, cierra casi totalmente la bahía de Gorgan. La reserva incluye la bahía y los humedales adyacentes, rodeados de cañaverales, y toda la zona es sitio Ramsar. La península está formada por dunas que descienden suavemente hacia el mar Caspio, con altitudes dce 3 a 5 metros. No hay pueblos en la zona, salvo una aldea abandonada en la isla de Ashoora-deh (el décimo día del calendario islámico). La mayoría de habitantes en la zona colchón son granjeros que tienen ganado y cooperativas agrícolas y de pesca.[63][64]
- Lago Urmía, 10.779 km2.[65] Incluye el Parque nacional del lago Urmía, de 4640 km2.
- Bosque de manglares de Hara, en la isla de Qeshm, unos 856 km2.[66]
- Kavir, 5302 km2, en el desierto iranio, llanura y montes bajos, tierras arenosas y salinas, con desierto y semidesierto con vegetación esteparia. Forma parte del Parque nacional Kavir.[67]
- Golestán, 1558 km2. Incluye el Parque nacional de Golestán, de 919 km2.[68]
- Geno, 815 km2, al sur de los montes Zagros, cerca del golfo Pérsico y la reserva de Hara.[69]
- Arján y lago Parishán, al sur de los montes Zagros, a 60 km al oeste de Shiraz. La llanura de Arján, o Arraján, tiene unos 90 km2 y se halla a 1990 m de altitud. El humedal de Parishan tiene unos 47 km2 l la cuenca unos 266 km2.[70]
- Arasbarán, 806 km2. Al norte de Irán, en la frontera con Armenia y Azerbaiyán, en las tierras altas del Cáucaso iranio.[71] Arasbarán, también conocido como Qaradagh o montaña negra, es una amplia zona montañosa que se extiende desde el macizo de Qūshā Dāgh, al sur de Ahar, hasta el río Aras en Azerbaiyán Oriental, al norte de Irán, en la frontera con Azerbaiyán, desde 38°40' a 39°08'N y 46°39' a 47°02'E. Situada entre el Caspio, el Cáucaso y el Mediterráneo, abarca montañas de hasta 2200 m, prados alpinos, estepas semiáridas, bosques, ríos y fuentes.